# Реакції розкладу
Реа́кція ро́зкладу — хімічна реакція, під час якої з молекул однієї складної речовини утворюються молекули кількох простих або складних речовин.
Ca(OH)2 → CaO + H2O
2HgO → 2Hg + O2 ↑
ZnCO3 → ZnO + CO2 ↑